# Zelma Brauere

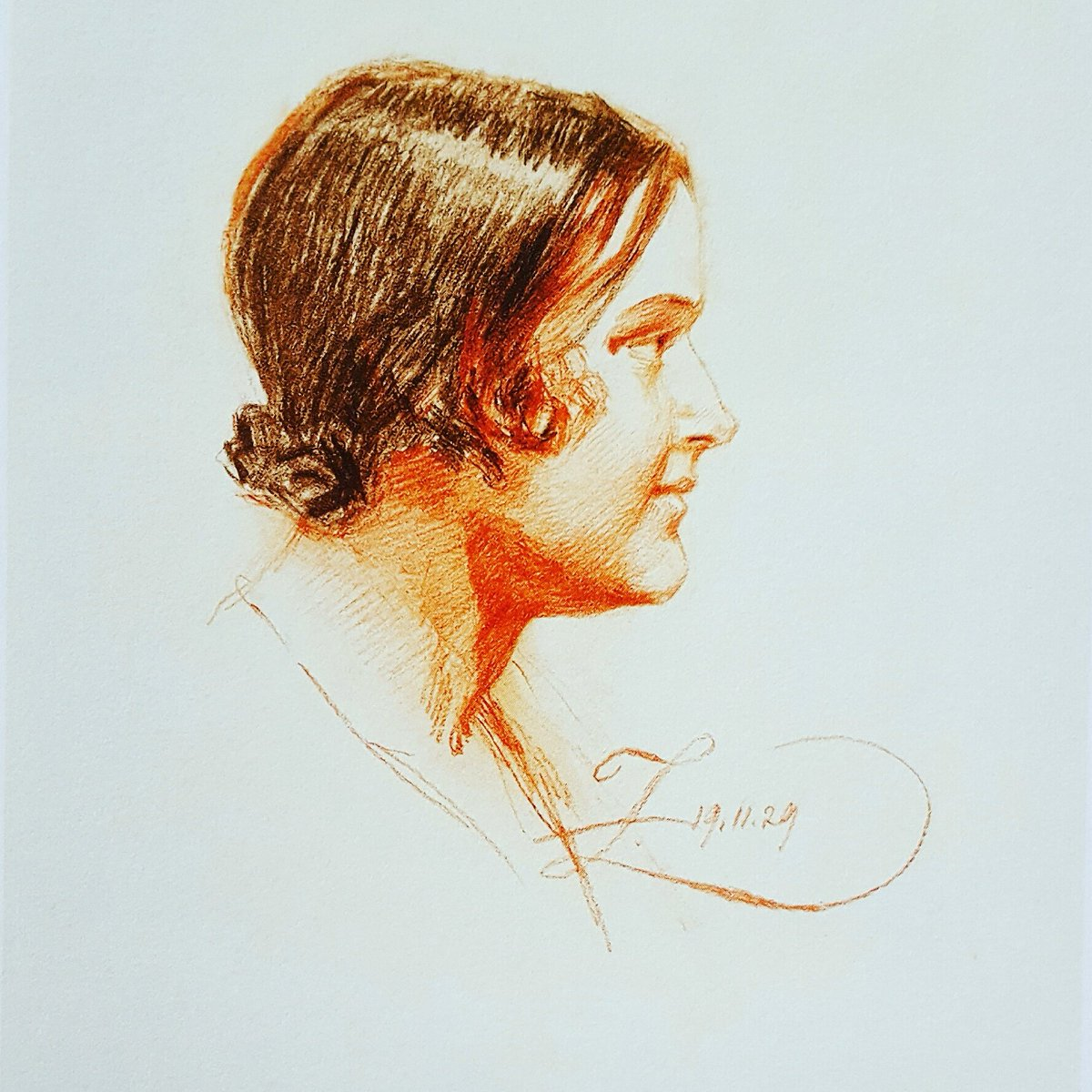
Zelma Brauere, Porträt von Rihards Zariņš, November 1929

Zelma Brauere (geboren 1900; gestorben 1977 in Riga) war eine lettische Philologin. Sie arbeitete 43 Jahre lang als Korrektorin in der lettischen Staatsdruckerei. Deren Leiter Rihards Zariņš verwendete Braueres Porträt für die Entwürfe mehrerer Banknoten und Münzen. Mit der Darstellung auf der lettischen Silbermünze zu 5 Lati von 1929 wurde ihr Porträt in lettischer Landestracht zu einem Symbol der lettischen Nation. Es wurde auch bei der Gestaltung der lettischen Euromünzen zu 1 Euro und 2 Euro herangezogen.

## Werdegang

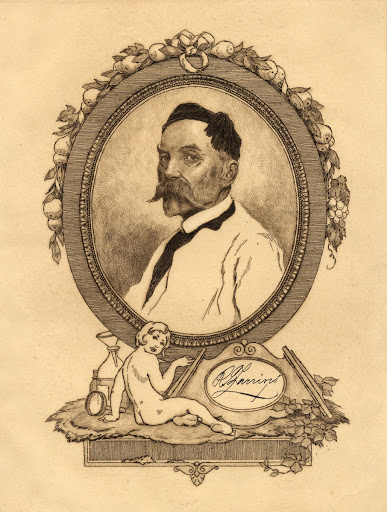
Selbstporträt Rihards Zariņš’ (1936)

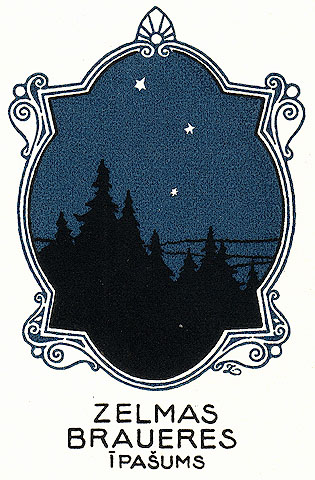
Exlibris für Zelma Brauere, entworfen von Rihards Zariņš (1928)

Zelma Brauere wuchs mit zwei Geschwistern in Riga auf. Nach ihrer Schulausbildung studierte sie an der Lettischen Universität bis zur Graduierung Philologie. Sie beherrschte sieben Sprachen. Sie arbeitete in der lettischen Staatsdruckerei als leitende Korrektorin und verbrachte ihr gesamtes Berufsleben, 43 Jahre, in dem Unternehmen.
Sie erschien wiederholt als Modell in lettischer Landestracht auf den grafischen Arbeiten Rihards Zariņš’, so in seinem mit Ludolf Liberts veröffentlichten mehrbändigen Standardwerk Latvju raksti (deutsch: Lettische Ornamente) über die lettische Volkskunst und auf Illustrationen für die von Jānis Roberts Tillbergs herausgegebene satirische Wochenzeitung Svari (deutsch: Waage). Mit der Ausgabe der von Zariņš entworfenen Silbermünze zu 5 Lati, die das Profilbild Zelma Braueres in lettischer Volkstracht zeigte, wurde sie für einen breiten Teil der lettischen Bevölkerung zum Gesicht ihrer Nation. Erhaltene private Briefe und einige seiner Widmungen legen eine persönliche Beziehung zwischen Zariņš und Brauere nahe, die aber eine platonische Freundschaft gewesen sein dürfte.
Braueres Verlobter, ein Pilot, kam 1935 bei einem Unfall auf dem Flugplatz von Krustpils ums Leben. Brauere heiratete nie und lebte bis zu ihrem Tod mit ihrer Schwester in einem heute noch erhaltenen Holzhaus im links der Düna gelegenen Rigaer Stadtteil Āgenskalns.
1977 wurde Zelma Brauere von einem Motorrad angefahren und tödlich verletzt. Da die sowjetischen Behörden ihr kein Begräbnis auf dem Waldfriedhof Riga (Rīgas Meža kapi) zugestanden, wurde sie auf dem Friedhof des Rigaer Stadtteils Lāčupe in jener lettischen Volkstracht begraben, in der sie auf der Münze zu 5 Lati abgebildet wurde.

## Darstellungen auf Münzen und Banknoten

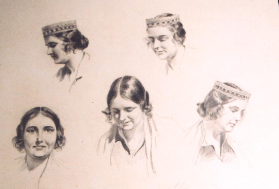
Zelma Brauere, gezeichnet von Rihard Zariņš

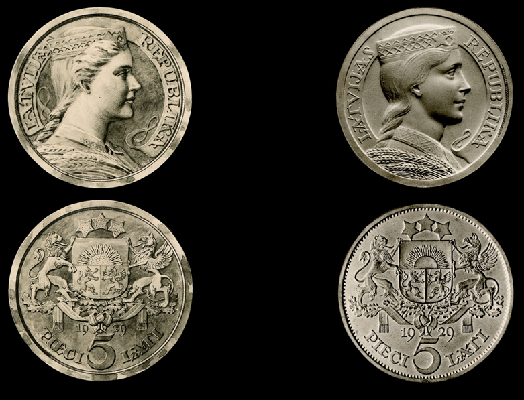
5 Lati, Entwurf von Rihards Zariņš (links) und Form von Percy Metcalfe, Medailleur der Royal Mint in London (rechts)

Mit der von Rihard Zariņš 1929 gestalteten Silbermünze zu 5 Lati setzte er Brauere ein ungewöhnliches Denkmal. Die Münze wurde in der Londoner Royal Mint geprägt; dafür wurde Zariņš’ Entwurf von dem Medailleur Percy Metcalfe geringfügig überarbeitet, um dem Kopfbild der Lettin in Landestracht eine erhabenere Erscheinung zu geben. Unter Münzsammlern gilt die Münze mit dem großen lettischen Staatswappen auf der Rückseite als einer der gelungensten Entwürfe der Geldgeschichte.
Die Darstellung Braueres als Allegorie Lettlands wurde in der Bevölkerung rasch populär. Dies umso mehr, als die Ausgabe am 23. Dezember 1929 in eine von der Weltwirtschaftskrise und von politischen Skandalen geprägte Zeit fiel, in der ein starkes Bedürfnis nach Symbolen der nationalen Einheit bestand. Die Allegorie erhielt im Volksmund den Namen Milda, worüber Brauere nachhaltig verärgert war. Die beliebten Silbermünzen gelangten kaum in den Umlauf, sondern wurden von den Bürgern einbehalten, in Schmuckschatullen aufbewahrt und an Kinder und Enkel oder zu Hochzeiten und Taufen verschenkt. Sie wurden bereits in den 1930er Jahren oft zu Broschen oder Anhängern umgearbeitet. Dabei galten jene Münzen, bei denen sich das Wort DIEVS der Randinschrift DIEVS *** SVETI *** LATVOJU *** (deutsch: Gott schütze Lettland) zufällig genau über dem Kopf des Porträts befindet, als besondere Glücksbringer. Nach den Besetzungen des Landes, in der Deportation nach Sibirien und im Exil im Westen waren die Schmuckstücke ein Erkennungszeichen lettischer Patrioten, das vielfach nur für Eingeweihte als solches erkennbar war. Während des Niedergangs der Sowjetunion wurden derartige Schmuckstücke vermehrt hergestellt und als Zeichen des wiedererwachten lettischen Nationalbewusstseins getragen.
Zariņš’ Entwurf ist seit der erneuten Unabhängigkeit Lettlands mehrfach aufgegriffen worden. Das Porträt Zelma Braueres tragen die Banknoten zu 500 Lati von 1992 und eine Goldmünze zu 5 Lati von 2003. 2012, als der Beitritt Lettlands zur Eurozone bereits feststand, erschien eine Silbermünze zu 5 Lati, die in der Royal Mint nach den dort noch vorhandenen alten Formen geprägt wurde. Abgesehen von der geänderten Jahreszahl weisen diese Neuprägungen aus Sterlingsilber mit 925 ‰ einen höheren Feingehalt als die ursprünglichen Münzen mit 835 ‰ Silber auf.
In einer von Guntars Sietiņš überarbeiteten Form, umringt von den zwölf Sternen der Europaflagge, tragen die lettischen Euromünzen zu 1 und 2 Euro Zariņš’ Entwurf auf der Bildseite. Für dieses Motiv hatte sich die lettische Bevölkerung in einer Umfrage vor der Euro-Einführung mit großer Mehrheit ausgesprochen.

Zelma Brauere auf Münzen und Banknoten
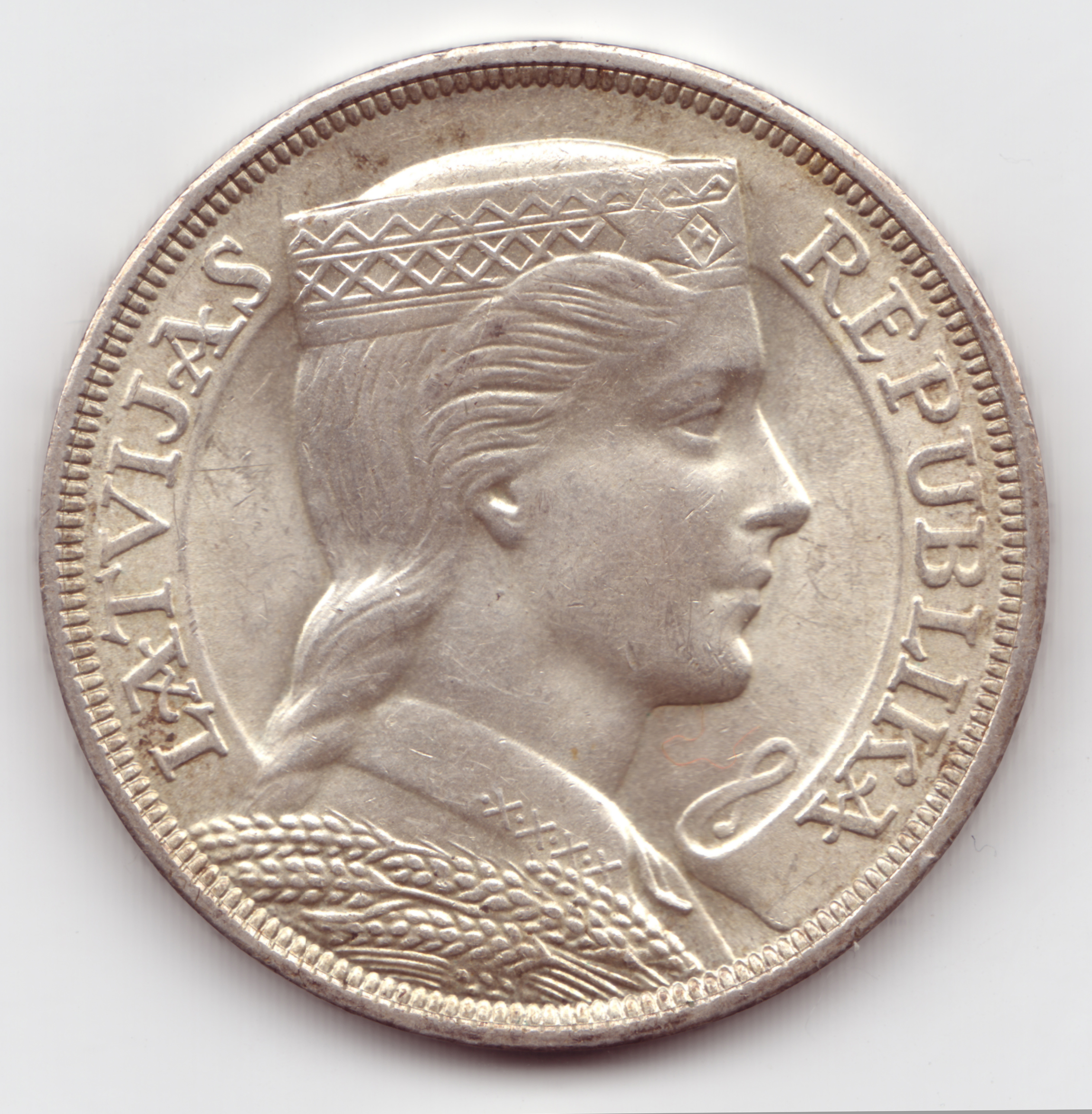
Münze zu 5 Lati (1929–1932)
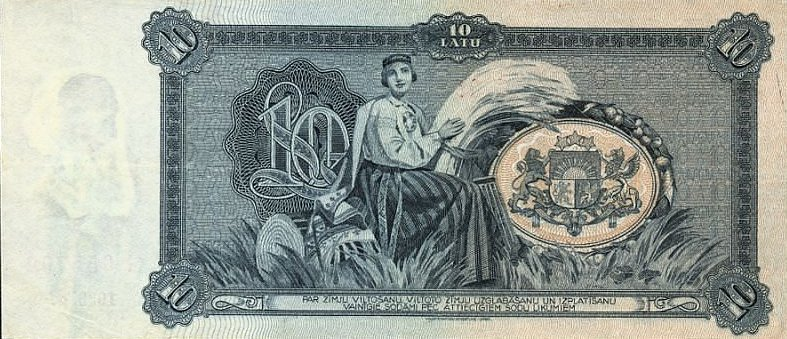
Banknote zu 10 Lati (1933)
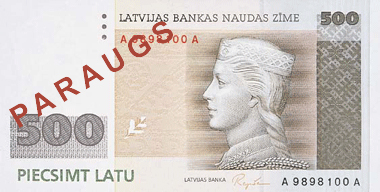
Banknote zu 500 Lati (1992)
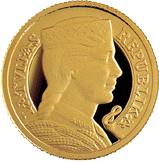
Goldmünze zu 5 Lati (2003)
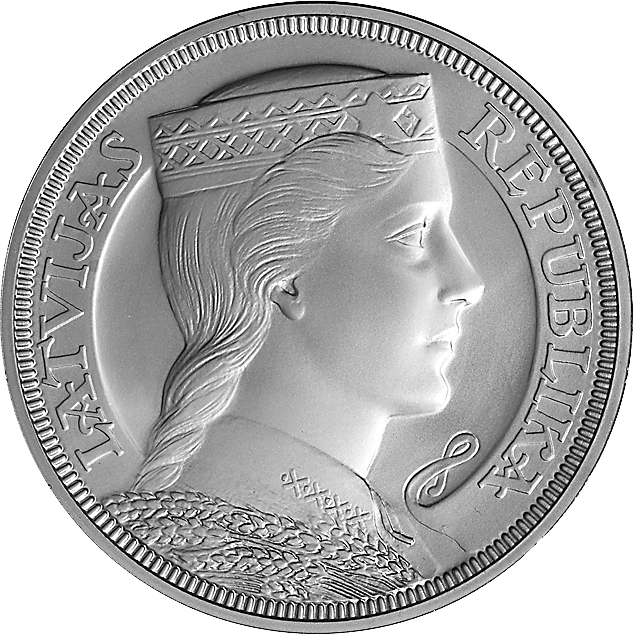
Silbermünze zu 5 Lati (2012)
Lettische Kursmünze zu 1 Euro (seit 2014)
Lettische Kursmünze zu 2 Euro